# Her Sturdy Oak
Her Sturdy Oak er en amerikansk stumfilm fra 1921 af Thomas N. Heffron.

## Medvirkende
- Wanda Hawley som Violet White
- Walter Hiers som Samuel Butteers
- Sylvia Ashton som Belle Bright
- Mayme Kelso som Mrs. White
- Leo White som Archibald Mellon
- Fred R. Stanton som Ranch Foreman